# Corpus Delicti (Band)
Corpus Delicti war eine Gothic-Rock-Band aus Nizza, die von Anfang bis Mitte der 1990er Jahre aktiv war.

## Geschichte
Corpus Delicti wurde 1991 gegründet und veröffentlichte im selben Jahr noch zwei Demos. Ein Jahr später erschien das Debüt Twilight in Frankreich, etwa ein halbes Jahr später mit anderem Artwork auch in Deutschland. Das zweite Album Sylphes erschien 1994, auch diesmal nur in Deutschland und Frankreich. Obsessions, das dritte Album, wurde schließlich weltweit vermarktet. Für den US-Markt wurden die Kompilationen Sarabands und The Best of gefertigt.
1998 änderte die Gruppe ihren Namen in Corpus um und brachte mit Syn:Drom ein Industrial-Rock-Album auf dem Label Season of Mist heraus. Kurz darauf löste sich die Band auf. Sébastien Pietrapiana gründete ein Projekt namens Kuta, während Jérôme Schmitt mehrere Bands wie (z. B. NKVD) startete und sein Geld heute mit einem Mastering-Studio verdient. Christophe Baudrion arbeitet in dem Industrial-Projekt Kom-Intern.
Zusammen mit Frank A,  Gitarrist auf dem Album Twilight, hat er darüber hinaus die Band Press Gang Metropol gegründet.
2006, 2007, 2010, und 2011 wurden unter dem Namen From Dawn to Twilight, A New Saraband of Sylphes, Highlights und Last Obsessions drei Retrospektiv-Alben veröffentlicht. Diese beinhalten neben den regulären Werken Twilight, Sylphes und Obsessions auch Tracks der Maxi Noxious (The Demon’s Game) sowie Studio-Outtakes, rare Demo- und Live-Titel sowie Coverversionen.

## Diskografie

### Corpus Delicti
- 1992: Corpus Delicti (Kassette)
- 1993: Twilight (CD, Hit Import / Glasnost Records)
- 1994: Noxious – The Demon’s Game (EP, Glasnost Records / Hit Import)
- 1994: Sylphes (CD, Glasnost Records / Hit Import)
- 1995: Obsessions (CD, Semetery Records)
- 1996: Sarabands (CD, Cleopatra Records) [Retrospektive]
- 1997: Obsessions (CD, Nightbreed Recordings) [Re-Release + Bonus-Tracks]
- 1998: The Best of Corpus Delicti (CD, Cleopatra Records)
- 1998: The History of Corpus Delicti (CD, Radio Luxor)
- 2006: From Dawn to Twilight (CD, D-Monic)
- 2007: A New Saraband of Sylphes (CD, D-Monic)
- 2010: Highlights  (CD, D-Monic)
- 2011: Last Obsessions (CD,D-Monic)

### Corpus
- 1998: Syn:Drom (CD, Season of Mist)